# الكسندر ويليام كامبل
الكسندر ويليام كامبل (بالإنجليزية: Alexander William Campbell)‏ هو قائد عسكري أمريكي، ولد في 28 يونيو 1828 في ناشفيل في الولايات المتحدة، وتوفي في 13 يونيو 1893 في جاكسون في الولايات المتحدة.